# Thế giới tin đồn
Heard It Through the Grapevine (tiếng Hàn: 풍문으로 들었소; Romaja: Pungmuneuro Deoreotso; tạm dịch: Thế giới Tin Đồn)  là bộ phim truyền hình Hàn Quốc sản xuất năm 2015, phát sóng trên đài SBS vào các ngày thứ hai và thứ 3 vào lúc 21:55, gồm 30 tập bắt đầu từ ngày 23 tháng 2.
Phim có sự tham gia diễn xuất của Yoo Jun-sang, Yoo Ho-jeong, Go Ah-sung, và Lee Joon.

## Cốt truyện
Thế giới Tin Đồn là một bộ phìm hài mang màu đen châm biếm những suy nghĩ về thế giới quan và của cải của tầng lớp thượng lưu hàng đầu Hàn Quốc, những con người mê muội trong một chế độ đế quốc, kế thừa và mở rộng sự giàu có của dòng họ.
Han Jeong-ho và Choi Yeon-hee là một cặp vợ chồng giàu có từ những gia đình danh giá. Danh dự của họ bị đảo lộn vì đứa con trai 18 tuổi của họ, Han In-sang, làm bạn gái mình xuất thân từ một gia đình bình thường có thai, Seo Bom. Bom xác định phải chịu đựng sự sỉ nhục, khinh thường chính từ gia đình chồng vì lợi ích của con trai mình, trong khi In-sang đấu tranh giữa tình yêu dành cho Bom và sự kỳ vọng cao từ gia đình.

## Diễn viên

### Diễn viên chính:
- Yoo Jun-sang vai Han Jeong-ho (47)

Trưởng dòng họ Han, một gia đình danh giá và giàu có khi các thế hệ liên tục đào tạo rất nhiều luật sư được tôn trọng và thành công. Giống như những người đi trước, Jeong-ho rất nghiêm khắc và là một con người cầu toàn.
- Yoo Ho-jeong vai Choi Yeon-hee (45)

Người vợ của Jeong-ho, xinh đẹp, thanh lịch, thông minh. Yeon-hee thầm biết con trai mình cảm thấy gánh nặng và áp lực khi phải sống theo nguyện vọng của gia đình, nhưng chưa bao giờ dám lên tiếng vì điều đó.
- Go Ah-sung vai Seo Bom (18)

Là con gái thứ hai của một gia đình bình thường sống tại một khu phố nghèo nàn. Cô quyết tâm gầy dựng một tương lai khác tốt đẹp hơn. Thông minh, thân thiện, cô đã được lựa chọn khi tham dự một buổi cắm trại Tiếng Anh uy tín, nơi cô gặp và đem lòng yêu Han In-sang. Cô cố gắng học để thi đỗ vào chung trường đại học với In-sang, nhưng đứa con trong bụng của cô đã khiến cô phải rời xa người mình yêu, và cả giấc mơ của mình nữa.
- Lee Joon vai Han In-sang (18)

Con trai của Jeong-ho và Yeon-hee's. In-sang đã nhận được sự giáo dục tốt nhất mà tiền có thể mua được. Nhìn ở ngoài, anh giống như một chàng trai hoàn hảo nhưng anh cảm thấy rất áp lực bởi gia đình và những người bạn của mình. Mặc dù Bom nói rằng đừng gặp cô lần nữa, tình yêu của anh đã phá vỡ lời hứa đó.

### Diễn viên phụ
- Jang Hyun-sung vai Seo Hyeong-shik (47)
- Yoon Bok-in vai Kim Jin-ae (45)
- Gong Seung-yeon vai Seo Noo-ri (22)
- Jeon Seok-chan vai Seo Cheol-shik (43)
- Park So-young vai Han Yi-ji (16)
- Baek Ji-yeon vai Ji Young-ra (45)
- Jang Ho-il vai Song Jae-won (45)
- Kim Ho-jeong vai Uhm So-jeong (45)
- Seo Jeong-yeon vai Lee Seon-sook (43)
- Lee Seon-joo vai Hong Geum-yeon (60)
- Gil Hae-yeon vai Yang Jae-hwa (53)
- Jang So-yeon vai Min Joo-young (29)
- Lee Hwa-ryong vai Kim Tae-woo (35)
- Park Jin-young vai Baek Dae-heon (60)
- Baek Ji-won vai Yoo Shin-young (37)
- Kim Kwon vai Yoon Je-hoon (26)
- Jeong Yoo-jin vai Jang Hyeon-soo (18)
- Kim Jeong-young vai Jeong-soon (55)
- Jeong Ga-ram vai Seong Min-jae (18)
- Kim Hak-seon vai Butler Park (58)

## Tỷ suất người xem
| Tập        | Ngày phát sóng  | Tỷ suất người xem | Tỷ suất người xem | Tỷ suất người xem | Tỷ suất người xem |
| Tập        | Ngày phát sóng  | TNmS Ratings      | TNmS Ratings      | AGB Nielsen       | AGB Nielsen       |
| Tập        | Ngày phát sóng  | Toàn quốc         | Seoul             | Toàn quốc         | Seoul             |
| ---------- | --------------- | ----------------- | ----------------- | ----------------- | ----------------- |
| 1          | 23 Tháng 2 2015 | 6.8%              | 8.7%              | 7.2%              | 8.3%              |
| 2          | 24 Tháng 2 2015 | 7.9%              | 10.6%             | 8.1%              | 9.7%              |
| 3          | 2 Tháng 3 2015  | 7.0%              | 9.9%              | 6.5%              | 7.2%              |
| 4          | 3 Tháng 3 2015  | 7.9%              | 10.5%             | 8.7%              | 10.0%             |
| 5          | 9 Tháng 3 2015  | 8.1%              | 10.2%             | 8.3%              | 9.4%              |
| 6          | 10 Tháng 3 2015 | 8.3%              | 10.7%             | 9.0%              | 10.4%             |
| 7          | 16 Tháng 3 2015 | 8.2%              | 10.5%             | 10.1%             | 11.8%             |
| 8          | 17 Tháng 3 2015 | 8.3%              | 11.1%             | 9.3%              | 10.6%             |
| 9          | 23 Tháng 3 2015 | 8.7%              | 11.5%             | 10.7%             | 13.0%             |
| 10         | 24 Tháng 3 2015 | 9.4%              | 12.5%             | 10.5%             | 12.2%             |
| 11         | 30 Tháng 3 2015 | 9.1%              | 11.9%             | 10.3%             | 12.1%             |
| 12         | 31 Tháng 3 2015 | 9.5%              | 12.7%             | 12.0%             | 13.7%             |
| 13         | 6 Tháng 4 2015  | 9.2%              | 11.7%             | 11.3%             | 12.4%             |
| 14         | 7 Tháng 4 2015  | 10.3%             | 13.2%             | 11.0%             | 12.3%             |
| 15         | 13 Tháng 4 2015 | 10.5%             | 13.2%             | 11.6%             | 13.3%             |
| 16         | 14 Tháng 4 2015 | 10.1%             | 13.1%             | 11.7%             | 12.9%             |
| 17         | 20 Tháng 4 2015 | 11.1%             | 13.4%             | 11.6%             | 12.2%             |
| 18         | 21 Tháng 4 2015 | 11.3%             | 13.6%             | 12.8%             | 13.6%             |
| 19         | 27 Tháng 4 2015 | 9.8%              | 12.1%             | 11.1%             | 12.9%             |
| 20         | 28 Tháng 4 2015 | 10.9%             | 14.2%             | 12.2%             | 13.7%             |
| 21         | 4 Tháng 5 2015  | 8.3%              | 10.2%             | 9.3%              | 9.8%              |
| 22         | 5 Tháng 5 2015  | 10.8%             | 14.1%             | 10.9%             | 11.6%             |
| 23         | 11 Tháng 5 2015 | 9.3%              | 11.3%             | 10.6%             | 11.5%             |
| 24         | 12 Tháng 5 2015 | 9.4%              | 11.4%             | 10.1%             | 10.6%             |
| 25         | 18 Tháng 5 2015 | 8.8%              | 10.9%             | 10.4%             | 11.3%             |
| 26         | 19 Tháng 5 2015 | 9.2%              | 11.7%             | 10.8%             | 11.8%             |
| 27         | 25 Tháng 5 2015 | 9.3%              | 11.6%             | 10.0%             | 11.5%             |
| 28         | 26 Tháng 5 2015 | 9.2%              | 11.4%             | 9.8%              | 11.2%             |
| 29         | 1 Tháng 6 2015  | 9.6℅              | 12.0%             | 11.0%             | 12.0%             |
| 30         | 2 Tháng 6 2015  | 11.1%             | 14.9%             | 11.7%             | 12.9%             |
| Trung bình | Trung bình      | 9.2%              | 11.8%             | 10.3%             | 11.5%             |

## Giải thưởng
| Năm  | Giải thưởng               | Hạng mục                                             | Người nhận       | Kết quả   |
| ---- | ------------------------- | ---------------------------------------------------- | ---------------- | --------- |
| 2015 | 51st Baeksang Arts Awards | Tác phẩm truyền hình xuất sắc nhất                   | Thế giới Tin Đồn | Đoạt giải |
| 2015 | 51st Baeksang Arts Awards | Đạo diễn phim truyền hình xuất sắc nhất              | Ahn Pan-seok     | Đề cử     |
| 2015 | 51st Baeksang Arts Awards | Hình ảnh phim truyền hình xuất sắc nhất              | Jung Sung-joo    | Đề cử     |
| 2015 | 51st Baeksang Arts Awards | Nam diễn viên mới xuất sắc nhất hạng mục truyền hình | Lee Joon         | Đề cử     |
| 2015 | 51st Baeksang Arts Awards | Nữ diễn viên mới xuất sắc nhất hạng mục truyền hình  | Go Ah-sung       | Đoạt giải |
| 2015 | 51st Baeksang Arts Awards | Nữ diễn viên mới xuất sắc nhất hạng mục truyền hình  | Baek Ji-yeon     | Đề cử     |
| 2015 | 8th Korea Drama Awards    | Tác phẩm truyền hình xuất sắc nhất                   | Thế giới Tin Đồn | Đề cử     |
| 2015 | 8th Korea Drama Awards    | Đạo diễn phim truyền hình xuất sắc nhất              | Ahn Pan-seok     | Đề cử     |
| 2015 | 8th Korea Drama Awards    | Nam diễn viên hàng đầu hạng mục truyền hình          | Yoo Jun-sang     | Đề cử     |
| 2015 | 8th Korea Drama Awards    | Nam diễn viên xuất sắc nhất hạng mục truyền hình     | Lee Joon         | Đoạt giải |